# Wojciech Łazarek
Wojciech Łazarek (ur. 4 października 1937 w Łodzi, zm. 13 grudnia 2023 w Gdańsku) – polski piłkarz i trener piłkarski, selekcjoner reprezentacji Polski w latach 1986–1989.

## Kariera
Jako piłkarz występował na pozycji napastnika. Wychowanek Metalowca Łódź, następnie grał w Starcie Łódź, ŁKS Łódź oraz Lechii Gdańsk.
Po zakończeniu kariery piłkarskiej podjął pracę jako trener. Zaczynał jako asystent trenera reprezentacji juniorów Łodzi (1964–1967). Następnie pracował jako szkoleniowiec reprezentacji juniorów Wybrzeża (1968−1974), MRKS Gdańsk (1971−1974), Lechii Gdańsk (1974−1975), Olimpii Elbląg (1975−1976), Bałtyku Gdynia (1977), Zawiszy Bydgoszcz (1978−1979, awans do I ligi), Lecha Poznań (1980−1984, Mistrzostwo Polski 1983 i 1984, Puchar Polski 1982 i 1984), ponownie Lechii Gdańsk (1985−1986) oraz krótko drużyny II ligi szwedzkiej Trelleborgs FF (1986). W latach siedemdziesiątych odbył wiele zagranicznych staży trenerskich, m.in. w Hercie BSC, Hamburger SV, Dynamie Kijów oraz PSV Eindhoven.
W sierpniu 1986 roku wygrał konkurs na stanowisko selekcjonera reprezentacji Polski. Kadrę narodową prowadził od 25 sierpnia 1986 do 15 czerwca 1989. Odszedł po przegranym meczu z reprezentacją Anglii w eliminacjach Mistrzostwa Świata 1990.
Po zakończeniu pracy z reprezentacją Polski trenował drużyny polskie i zagraniczne: izraelski Hapoel Kefar Sawa (1990), ŁKS Łódź (1991), egipski Al-Masry Port Said (1992), saudyjski Ettifaq FC (1993−1994), Aluminium Konin (1995), izraelski Hapoel At-Tajjiba (1996−1997), Wisłę Kraków (1997−1998 i 2000), Widzew Łódź (1998), Śląsk Wrocław (1998−1999) oraz Jagiellonię Białystok (2001−2002). W latach 2002−2004 prowadził reprezentację Sudanu.
Od 19 października 2005 do 3 lipca 2006 był trenerem i dyrektorem sportowym klubu War-Pol Narew Ostrołęka. Od 8 kwietnia do czerwca 2008 roku był trenerem Steinpol-Ilanki Rzepin.
21 grudnia 2023 został pochowany na cmentarzu św. Rocha w Łodzi.

## Sukcesy

### Zawisza Bydgoszcz
- Awans do ekstraklasy: 1979

### Lech Poznań
- Mistrz Polski: 1983, 1984
- Puchar Polski: 1982, 1984

### Indywidualne
- Trener Roku wg Plebiscytu Piłki Nożnej: 1983, 1984

## Życie prywatne
Z wykształcenia był technikiem mechanikiem.
Jego syn Grzegorz (1964−2018) był piłkarzem.